# Paolo Mingatti
Paolo Mingatti (Padova, 2 luglio 1970) è un giocatore di calcio a 5 ed ex calciatore italiano, di ruolo centrocampista.

## Carriera

### Calcio
Cresciuto nel Padova debutta in prima squadra nella stagione 1988-1989 in Serie B (3 presenze). Nel 1989 viene ceduto al Riccione in Serie C2 dove rimane due anni. Inoltre ha giocato per Imola (Interregionale), Pro Vercelli (Campionato Nazionale Dilettanti) e Abano in Eccellenza.

### Calcio a 5
Gioca con il Petrarca Padova in Serie A e Serie B dal 1995 al 2000 e ancora in Serie B dal 2005 al 2009. Ha giocato inoltre per Luparense e Cornedo. Attualmente gioca per il Real Cadoneghe.
Nella stagione 2012-2013 firma per il "BassanelloGuizza-Pirati d'Italia" che milita nel campionato Figc serie D veneto

## Palmarès

### Calcio a 5
- Coppa Italia di Serie B: 1

Luparense: 2000-2001
- Promozioni in Serie A: 1

Petrarca Padova: 1996-1997
- Promozioni in Serie A2: 1

Luparense: 2000-2001